# Прюзи
Прюзи́ (фр. Prusy) — коммуна во Франции, находится в регионе Шампань — Арденны. Департамент — Об. Входит в состав кантона Шаурс. Округ коммуны — Труа.
Код INSEE коммуны — 10309.
Коммуна расположена приблизительно в 160 км к юго-востоку от Парижа, в 115 км южнее Шалон-ан-Шампани, в 37 км к югу от Труа.

## Население
Население коммуны на 2008 год составляло 106 человек.
| 1962 | 1968 | 1975 | 1982 | 1990 | 1999 | 2008 |
| ---- | ---- | ---- | ---- | ---- | ---- | ---- |
| 125  | 110  | 101  | 101  | 102  | 109  | 106  |

## Экономика
В 2007 году среди 57 человек в трудоспособном возрасте (15—64 лет) 44 были экономически активными, 13 — неактивными (показатель активности — 77,2 %, в 1999 году было 48,6 %). Из 44 активных работали 41 человек (23 мужчины и 18 женщин), безработных было 3 (2 мужчины и 1 женщина). Среди 13 неактивных 3 человека были учениками или студентами, 7 — пенсионерами, 3 были неактивными по другим причинам.

## Фотогалерея

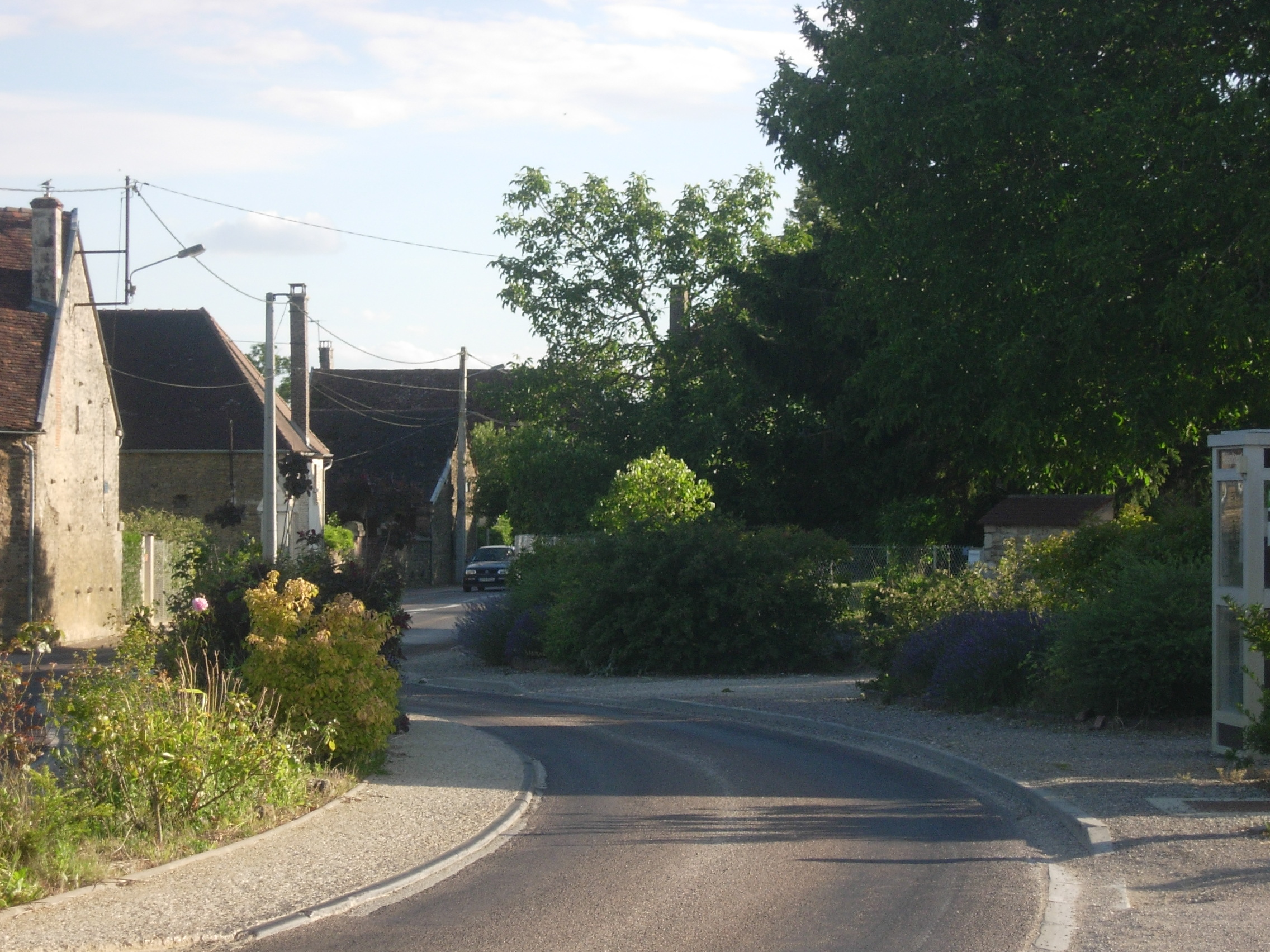
Прюзи
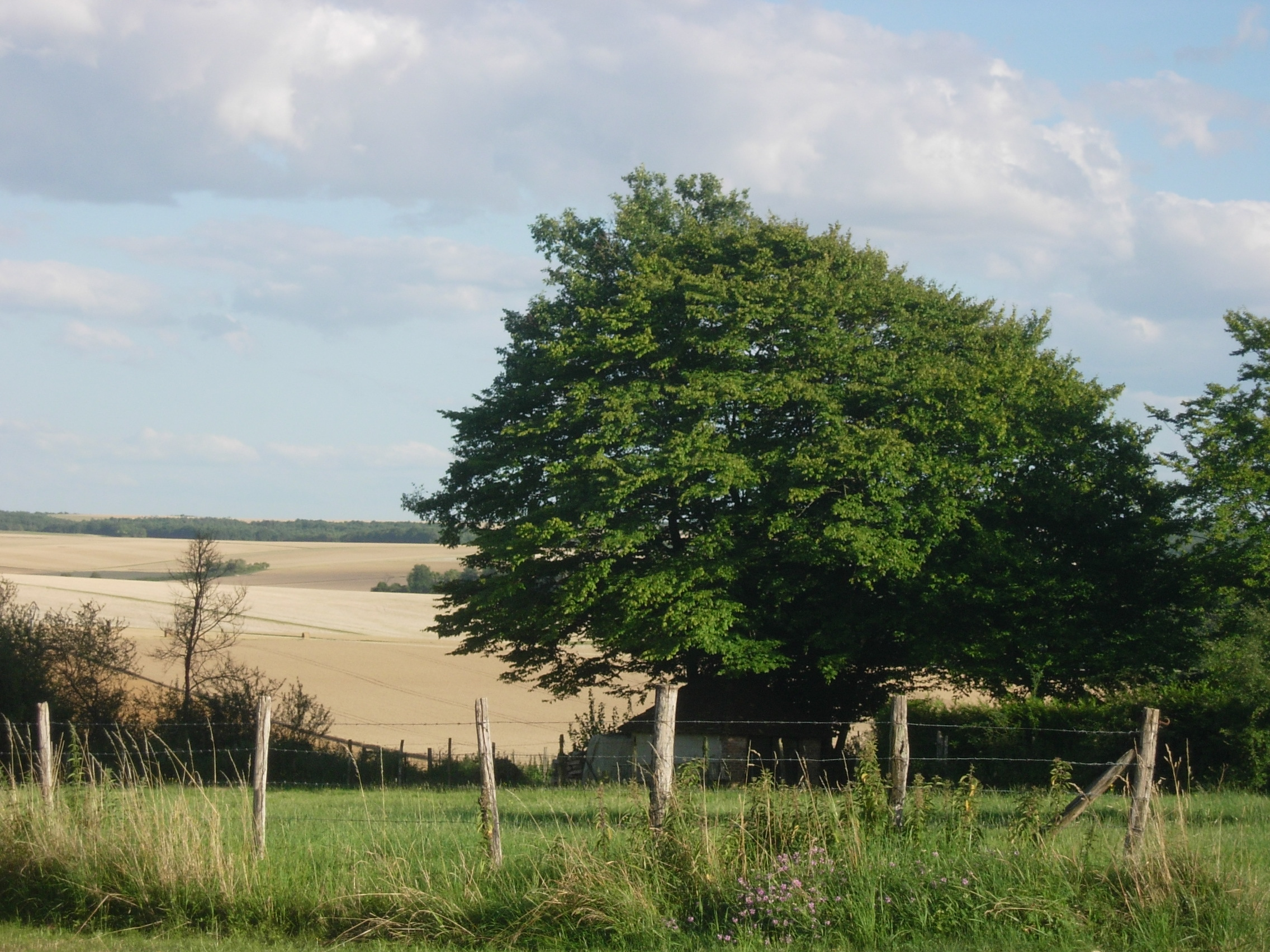
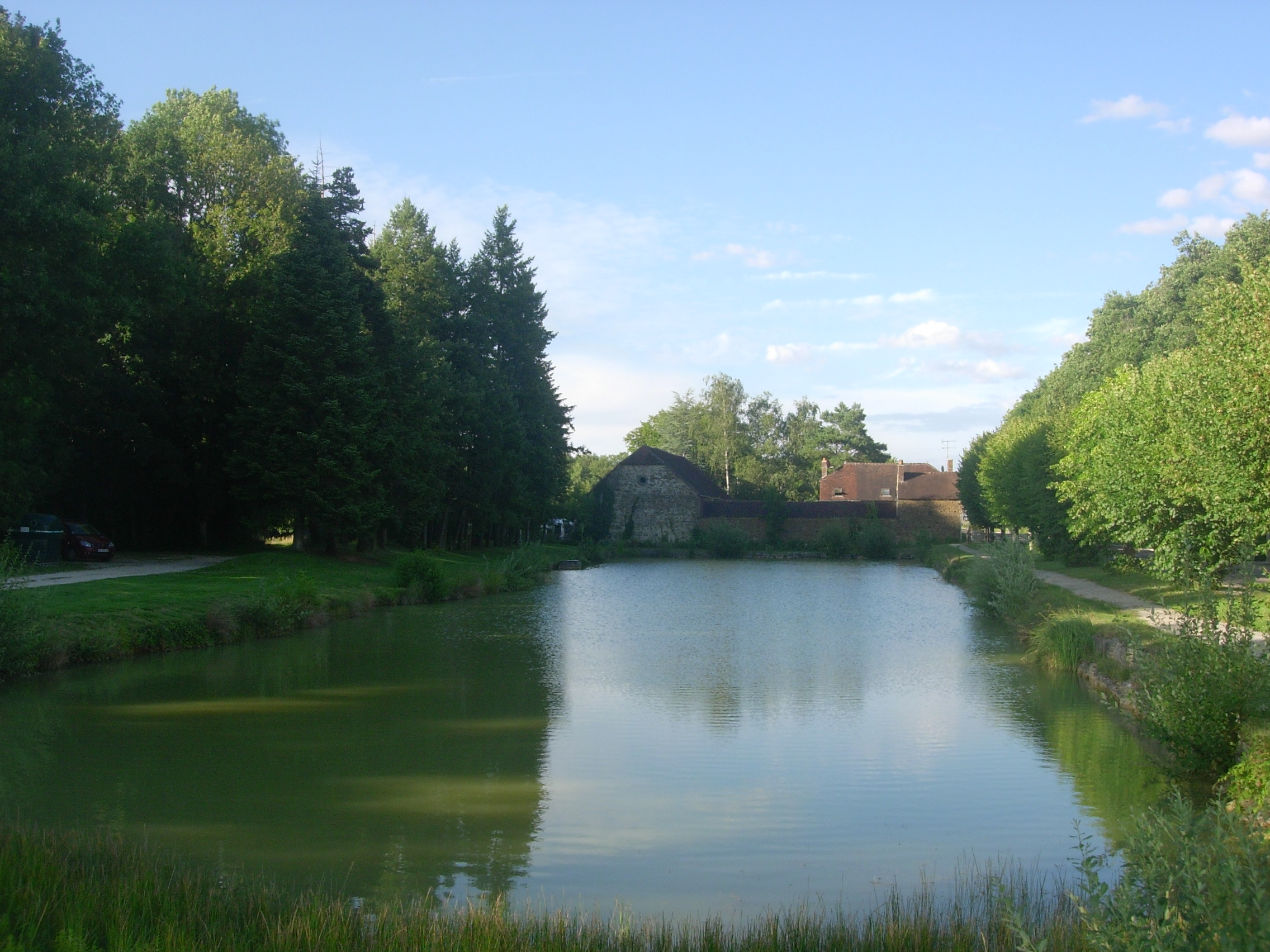
Озеро Сен-Рош
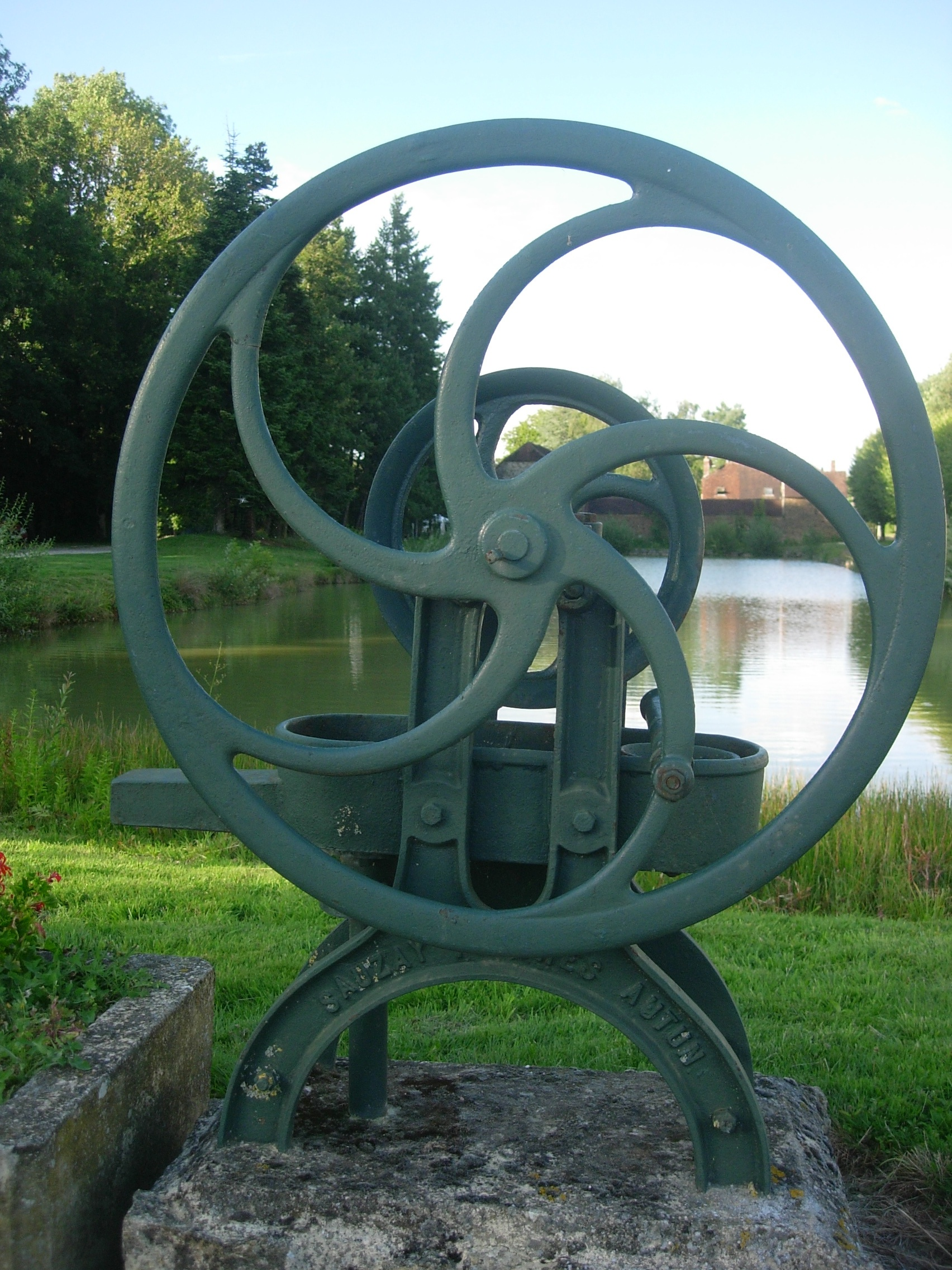
Озеро Сен-Рош